# Oswald Mosley
Sir Oswald Ernald Mosley (Londra, 16 novembre 1896 – Orsay, 3 dicembre 1980) è stato un politico britannico.
È stato il fondatore nel 1932 dell'Unione Britannica dei Fascisti, formazione politica fascista e ultranazionalista, vicina al Partito Nazionale Fascista di Benito Mussolini che, almeno nella prima parte della sua storia, ebbe una certa popolarità tra gli ambienti conservatori per la sua verace adesione all'anticomunismo e al protezionismo: testate giornalistiche come il Daily Mail e il Daily Mirror lo appoggiarono pubblicamente in più di un'occasione, e alcuni politici di destra arrivarono ad ipotizzare un'alleanza tra conservatori e blackshirts (camicie nere) in funzione anti-laburista. Dopo la guerra aderì a posizioni di nazionalismo europeo.
Oswald Mosley era il padre di Max Mosley, ex presidente della FIA (Federazione Internazionale dell'Automobile).

## Biografia
Mosley nacque in una famiglia nobile di origine anglo-irlandese: uno dei suoi avi era stato insignito nel 1720 del titolo di baronetto dello Staffordshire, onorificenza che anche Oswald ricevette. Dopo che i genitori divorziarono studiò al Winchester College.

### Servizio militare
Prestò servizio nella cavalleria allo scoppio della prima guerra mondiale e fu inviato in Francia. Trasferito alla Royal Air Force come osservatore, sedendo dietro al pilota, fu gravemente ferito ad una gamba durante un atterraggio. Tornato in trincea partecipò alla battaglia di Loos, ma per le sue condizioni sanitarie il 25 settembre del 1915 svenne al suo posto per il dolore. Trascorse il resto della guerra in ufficio al Ministero delle Munizioni e in quello degli Esteri.

### Membro del Parlamento
A guerra ultimata cominciò a occuparsi di politica e nel 1918 venne eletto deputato alla Camera dei Comuni tra le file del Partito Conservatore, diventando il membro del Parlamento più giovane della storia inglese. Nel 1920 sposò Cynthia Curzon, figlia del viceré d'India George Curzon che lo avrebbe aiutato a farsi strada all'interno dello scacchiere politico britannico.
Nel 1921, disapprovando il comportamento dei conservatori nei confronti della questione irlandese, Mosley abbandona i Tory per schierarsi con l'opposizione, pur restando un indipendente. Nel 1922 e nel 1923, senza essere formalmente appoggiato da nessun partito, confermò il suo seggio parlamentare e nel 1924 aderì al Partito Laburista e, tra alti e bassi, rimase affiliato al partito (a volte come candidato "ufficiale", a volte come "indipendente") fino al 1930.
Nel 1925, dopo la caduta del governo, propose se stesso per il ruolo di primo ministro ma il suo appello rimase inascoltato e si procedette a nuove elezioni: Mosley si presentò nel difficile collegio di Birmingham, dove il conservatore Neville Chamberlain lo sconfisse per soli 77 voti. La grave crisi politica che imperversava nella Gran Bretagna degli anni venti consentì a Mosley di non stare fuori dal Parlamento per troppo tempo: vi fece ritorno infatti il 21 dicembre del 1926, venendo eletto nel collegio di Smethwick.

### Nel governo
In tutti gli anni venti Oswald Mosley e sua moglie Cynthia si presentarono come sostenitori del fabianesimo ed entrambi lavorarono all'interno di varie organizzazioni giornalistiche e politiche controllate dalla Fabian Society. Al termine delle consultazioni politiche del 1929, vinte dai laburisti, Mosley concluse un accordo elettorale con il primo ministro Ramsay MacDonald e per un anno fu suo ministro senza portafoglio, come cancelliere del Ducato di Lancaster.
Visitò l'India dove conobbe e apprezzò il Mahatma Gandhi.
Nel 1930 Mosley propose all'esecutivo il celebre Memorandum Mosley, in cui egli illustrava le sue idee riguardo all'economia: al rifiuto del governo di approvarlo, egli si dimise dal suo incarico istituzionale e tornò tra i banchi dell'opposizione.

### Svolta fascista
All'inizio degli anni trenta Mosley, a seguito di una grande revisione politico-ideologica, cominciò a considerare benevolmente l'Italia fascista (ne apprezzava soprattutto il corporativismo) e divenne un seguace di Benito Mussolini.

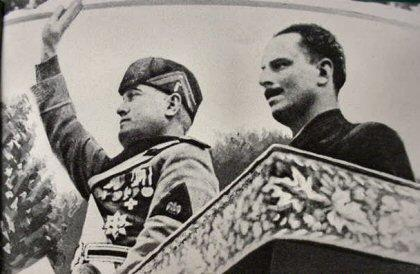
Mussolini e Mosley nel 1936.

Proprio nel 1930 Mosley fondò il New Party, che ebbe il suo battesimo elettorale l'anno seguente nelle elezioni suppletive di Ashton-under-Lyne in cui ottenne il 16% dei voti. Ma alle elezioni generali del 1931 ebbe un insuccesso elettorale, non ottenne nessun candidato e lo stesso Mosley non fu rieletto.

Bandiera con il simbolo elettorale della British Union of Fascists, il partito fondato da Mosley nel 1932.

Così nel 1932 Mosley gli cambiò nome in British Union of Fascists (BUF) rendendo palese la sua scelta di campo in favore del fascismo. La BUF, che raccolse l'eredità di gruppi come i British Fascists di Rotha Lintorn-Orman, ebbe una spinta grazie alla visita di Benito Mussolini in Inghilterra proprio in quell'anno.
Dopo la vittoria di Hitler in Germania alle elezioni del 1933, il governo Tory, che aveva stravinto le elezioni generali del 1931, impedì al BUF di partecipare alle elezioni politiche del 1935.

Bandiera utilizzata dal 1933 al 1935

Il 4 ottobre del 1936 i fascisti del BUF, in camicia nera da lui guidati marciarono sull'East End di Londra. La manifestazione del BUF, che tentava di imitare la marcia su Roma, venne contrastata da migliaia di militanti antifascisti e fallì invece come il putsch di Monaco. L'episodio fu conosciuto come la Battaglia di Cable Street.
Per la sua avventatezza Mosley perse l'appoggio di numerosi uomini influenti tra cui Lord Rothermere, e i Tory non solo esclusero categoricamente ogni forma di alleanza con la BUF ma fecero anche approvare al parlamento una legge che poneva tale movimento sotto il controllo della polizia. A causa di ciò Mosley rimase per molti anni ai margini della politica britannica. Con l'abdicazione di Edoardo VIII lo stesso anno, si allontanarono le speranze di Mosley di una vicinanza tra Regno Unito e Germania, e il partito divenne più freddo verso la monarchia, mentre continuò il sostegno alla politica estera del Regno d'Italia, ed ebbe l'appoggio di intellettuali fascisti anglofoni come Ezra Pound.

Oswald Mosley e sua moglie Diana con le camicie nere della British Union of Fascists

Rimase nel frattempo vedovo: la prima moglie, Cynthia Curzon, da cui aveva avuto tre figli, era morta di peritonite nel 1933; ma già da tempo aveva relazioni parallelo con la cognata Alexandra e con la matrigna, Grace Curzon, ma soprattutto con Diana Mitford, anche lei già sposata.
Mosley si risposò nel 1936 con Diana: le nozze vennero celebrate a Berlino, a casa di Joseph Goebbels, e Adolf Hitler si presentò alla cerimonia, senza essere stato invitato; secondo la nuora Charlotte Mosley, il Führer fu invece l'ospite d'onore. Si sposarono in Germania per motivi burocratici, essendo Diana divorziata da Bryan Guinness, II barone Moyne, con cui aveva avuto due figli. Dal matrimonio di Mosley e Diana nacquero altri due figli. La famiglia fece diversi viaggi in Germania negli anni '30 e la cognata di Mosley, Unity, entrò nella cerchia interna di Hitler.
Nel 1937 la BUF si presentò alle elezioni comunali di Londra, ma non riuscì a eleggere nessun consigliere comunale.
Lo stesso anno i nazionalsocialisti della BUF, guidati da William Joyce, fuoriuscirono dal partito, guidati dal suo avversario interno William Joyce, per formare l'effimera National Socialist League dall'antisemitismo più marcato. Per sfuggire al governo, Joyce di trasferì definitivamente in Germania lavorando per la propaganda, per cui sarà condannato a morte per tradimento nel 1946.
Altri voti a destra erano stati sottratti alla BUF dalla Lega Fascista Imperiale di Arnold Leese (1929), dal 1933 molto più vicina al nazismo rispetto al fascismo italiano e fautrice di un antisemitismo razziale. Nonostante la retorica antisemita di Mosley e i suoi buoni rapporti con i tedeschi, Leese accusava lui e Mussolini di essere fascisti "kosher" cioè filoebraici.
Nel 1939, in Germania, Hitler, parlando con Diana, informò i Mosley dello scoppio inevitabile della guerra. La sorella minore di Diana, Unity, venne rimpatriata dopo un tentativo di suicidio, alla notizia della dichiarazione di guerra del Regno Unito alla Germania.

### L'arresto
Il 23 maggio del 1940, nel corso della seconda guerra mondiale, in uno dei periodi più delicati che il Regno Unito affrontò durante la guerra, Mosley venne arrestato insieme alla consorte e ad alcuni suoi sostenitori, ma non fu mai processato. Poco prima della reclusione era nato il figlio Max, che è stato presidente della Federazione Internazionale dell'Automobile dal 1993 al 2009.
Nel novembre del 1943, il segretario all'interno Herbert Morrison ordinò il rilascio dei Mosley, con l'assenso di Winston Churchill, parente dei Mitford. Dopo un accanito dibattito alla Camera dei Comuni, l'azione di Morrison fu confermata a larga maggioranza. Mosley, che soffriva di flebite, trascorse con la moglie il resto della guerra confinato agli arresti domiciliari e sotto la supervisione della polizia. Alla fine della guerra fu rilasciato, ma fino al 1949 i coniugi furono privati del passaporto, non potendo lasciare il Regno Unito.

### Il dopoguerra
Al termine del secondo conflitto mondiale, con la BUF ormai dichiarata da tempo illegale, Mosley fonda nel 1948, seguendo il suo ideale Europe a Nation (un europeismo di estrema destra contrapposto ai nazionalismi e al globalismo), lo Union Movement (che aveva lo stesso simbolo elettorale della BUF), che perseguiva l'aggregazione di tutti i partiti europei di estrema destra. Nel 1962 Mosley, Jean Thiriart e altri dirigenti di gruppi di estrema destra europei (Deutsche Reichspartei, Movimento Sociale Italiano, Jeune Europe e Mouvement d'Action Civique) fondano il National Party of Europe. Essi rifiutarono il filosovietismo e l'eurasiatismo dell'americano Francis Parker Yockey (a cui Mosley rifiutò di pubblicare come editore il libro Imperium a causa dei contenuti troppo antiamericani, terzomondisti-panarabisti e filosovietici), fondatore dell'European Liberation Front, proponendo un'Europa unita, federale, indipendente ideologicamente e politicamente da Stati Uniti e Russia, anticomunista e anticapitalista, in una visione di nazionalismo europeo che si oppose quanto al nazionalismo classico che all'etnonazionalismo della Nuova Destra. Il territorio dello Stato europeo doveva essere quello di tutte le nazioni europee al di fuori dell'Unione Sovietica, incluse le isole britanniche, e i loro territori d'oltremare.

Tra i firmatari della conferenza di Venezia, atto di nascita del National Party of Europe, 1962

Essi si ispirarono ad alcune idee propagandistiche del Terzo Reich (ad esempio la SS-Hauptamt che prevedeva un'Europa unificata senza Russia e divisa in grandi regioni) e alla idea europea del manifesto di Verona della Repubblica Sociale Italiana del 1944. Il movimento declinò negli anni '70.
Con l'UM Mosley si candidò in Inghilterra ancora nel 1958 a Notting Hill e nel 1959 a Kensington North, facendo campagne contro l'immigrazione caraibica dai territori ex britannici e a favore del divieto di matrimoni misti interrazziali, venendo sconfitto in entrambi i casi. Espresse a partire dal 1951 convinzioni negazioniste.
Tornò per l'ultima volta ad affrontare una campagna elettorale nel 1966 ma ancora una volta l'Union Movement si distinse per una prestazione misera, ottenendo meno di 5 000 preferenze. Nel frattempo Mosley, che nel 1951 si era trasferito in Irlanda, mantenendo un appartamento a Parigi e uno a Londra. Dopo l'incendio della residenza irlandese, i Mosley si trasferirono in una casa vicino a Fermoy, nella contea di Cork, stabilendosi poi definitivamente in Francia, nel Temple de la Gloire, un edificio palladiano a Orsay, a sud-ovest di Parigi, nel 1950. Divennero vicini di casa del duca di Windsor (l'ex re Edoardo VIII) e di sua moglie, che vivevano nella vicina città di Gif-sur-Yvette, e presto divennero amici intimi.

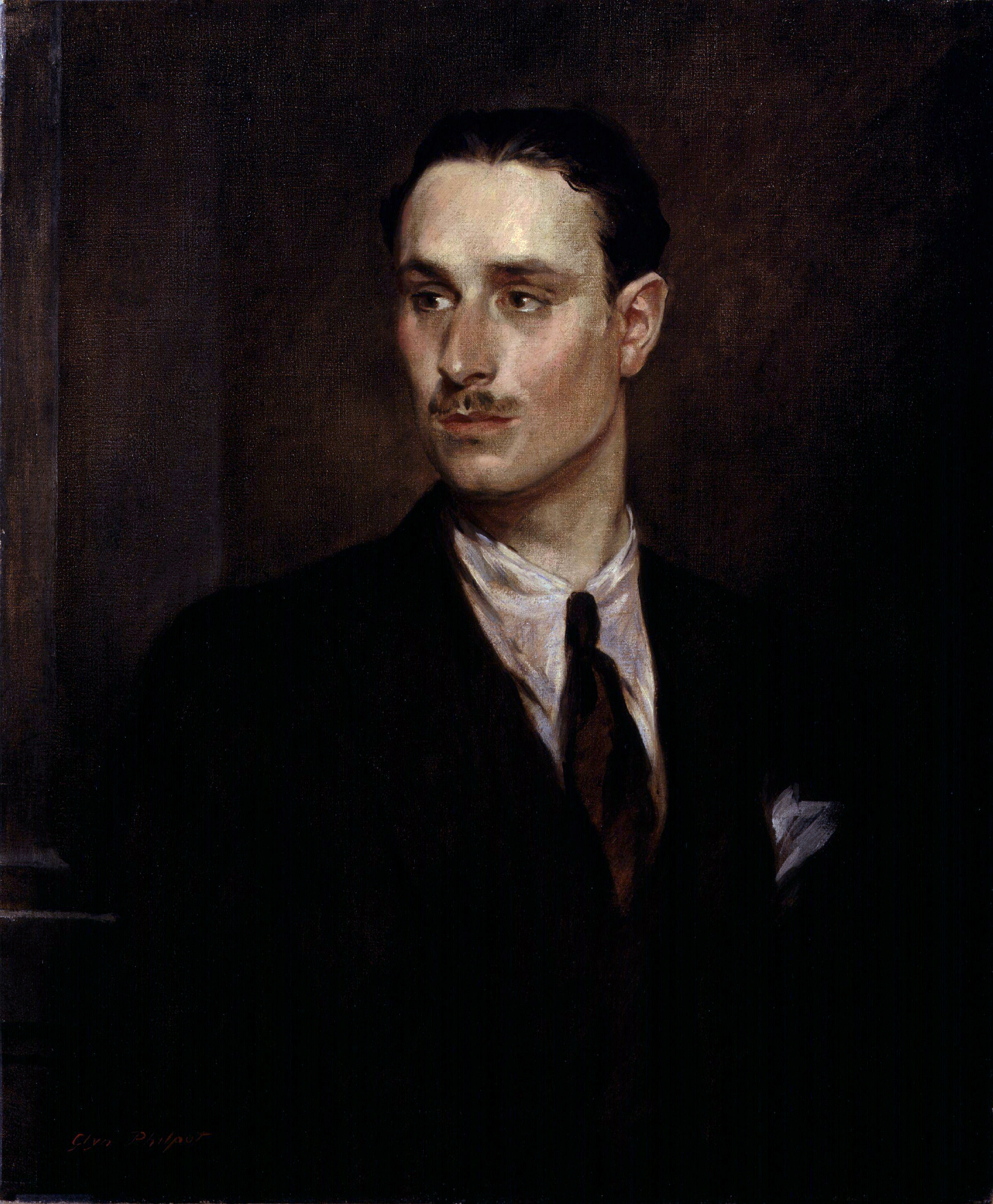
Ritratto eseguito da Glyn Warren Philpot

Durante la loro permanenza in Francia, i Mosley organizzarono un'altra cerimonia di matrimonio; Hitler aveva salvaguardato l'originale della loro licenza di matrimonio che però non fu mai trovata nel dopoguerra. Abbandonata la politica, l'eredità dei fascisti britannici passò a gruppi come il British National Party e il Fronte Nazionale Britannico, di impostazione ultranazionalista e non nazionalista europea, spesso posizionati sull'antieuropeismo.
Trascorse gli ultimi anni della sua vita in Francia. Nel 1968 scrisse un'autobiografia dal titolo My Life e nel 1977 fu candidato alla carica di rettore magnifico dell'Università di Glasgow, ottenendo in quell’occasione 100 voti che non furono sufficienti a vincere l'elezione.
Morì nel 1980 dopo aver sofferto per anni della malattia di Parkinson. La moglie gli sopravvisse per 21 anni. Il suo corpo fu cremato e le ceneri sparse nel giardino della sua proprietà di Orsay.
La figura di Mosley negli anni 2010 fu riscoperta da gruppi di alt-right e di nazionalismo bianco.

## Famiglia
Dalla prima moglie, Cynthia Curzon, nacquero tre figli:
- Vivien Elizabeth Mosley (25 febbraio 1921 - 26 agosto 2002), che sposò Sir Desmond Francis Forbes Adam, ed ebbe due figlie ed un figlio;
- Nicholas Mosley (25 giugno 1923 - 28 febbraio 2017), che sposò Rosemary Laura Salmond, ed ebbe tre figli ed una figlia, in seguito divorziò e sposò Verity Elizabeth Raymond, ed ebbero un figlio;
- Michael Mosley (25 aprile 1932 - 13 marzo 2012).

Dalla seconda moglie Diana Mitford ebbe due figli:
- Oswald Alexander Mosley (nato il 26 novembre 1938 - 26 settembre 2005), sposato con Charlotte Diana Marten, ebbe un figlio;
- Max Rufus Mosley (13 aprile 1940 - 23 maggio 2021), sposato con Jean Taylor, ebbe due figli.

## Opere
- Fascism, Londra 1936;
- The Greater Britain, Londra 1939;
- Tomorrow we live (6ª ed.), Londra 1939;
- My Answer, Ramsbury 1946;
- The Alternative, Londra 1947.
- My Life, Londra, 1968

### Traduzioni
- La mia vita, Gingko Ed., Verona, 2019 ISBN 9788895288932
- Ultime parole, Gingko Ed., Reggio Calabria, 2019, ISBN 978883122901-2
- Fascismo britannico e nuova Europa. Scritti e discorsi di battaglia dalla British Union of Fascists all'Europa-Nazione, a cura di Cristiano Ruzzi e Riccardo Tennenini, Passaggio al Bosco, 2019

## Riferimenti in altri media
Nel 1977 il cantautore britannico Elvis Costello pubblicò la canzone Less Than Zero. Il brano esprime il suo rancore dopo aver visto Mosley intervistato in televisione alla BBC, mentre cercava di negare il proprio passato razzista. Nelle note interne della ristampa Rhino dell'album My Aim Is True, Costello scrisse:
A partire dalla quinta stagione di Peaky Blinders, serie TV della BBC, l’attore Sam Claflin interpreta il ruolo di Mosley, nuovo nemico del protagonista Thomas Shelby, interpretato da Cillian Murphy.
Il personaggio di Sir Roderick Spode / Lord Sidcup, che appare in quattro romanzi di P. G. Wodehouse scritti fra il 1938 e il 1971, è una parodia di Mosley.